# Slädene socken
Slädene socken i Västergötland ingick i Viste härad, före 1890 i Kållands härad och området ingår sedan 1971 i Vara kommun och motsvarar från 2016 Slädene distrikt.
Socknens areal är 10,58 kvadratkilometer varav 10,57 land. År 2000 fanns här 65 invånare.  Sockenkyrkan Slädene kyrka ligger i socknen.

## Administrativ historik
Socknen som har medeltida ursprung ingick fram till 1890 i Kållands härad då den överfördes till Viste härad.
Vid kommunreformen 1862 övergick socknens ansvar för de kyrkliga frågorna till Slädene församling medan de borgerliga tillföll en då bildad Slädene landskommun. Landskommunen uppgick 1952 i Levene landskommun som 1967 uppgick i Vara köping som 1971 ombildades till Vara kommun. Församlingen uppgick 2002 i Levene församling.
1 januari 2016 inrättades distriktet Slädene, med samma omfattning som församlingen hade 1999/2000.  
Socknen har tillhört län, fögderier, tingslag och domsagor enligt vad som beskrivs i artikeln Viste härad. De indelta soldaterna tillhörde Västgöta-Dals regemente, Livkompaniet och Västgöta regemente, Barne kompani.

## Geografi
Slädene socken ligger sydväst om Lidköping. Socknen är en uppodlad slättbygd på Varaslätten med skogsbygd i öster.
I norr avgränsas socknen av Häggesleds socken och i nordost av Järpås socken, båda i Lidköpings kommun. I öster och sydost ligger Levene socken och i sydväst ligger Sparlösa socken.

## Fornlämningar
Från järnåldern finns ett gravfält och domarringar. En runsten har påträffats.

## Namnet
Namnet skrevs 1298 Slædini och kommer från kyrkbyn. Efterleden innehåller vin i betydelsen betesmark, äng. Förleden innehåller slad, 'sluttning', kyrkan ligger vid en ås.